# Eric Redeker
Eric Redeker (Neede, 20 juli 1968) is een voormalig Nederlands voetballer die uitkwam als centrale verdediger. Hij speelde voor De Graafschap en Go Ahead Eagles.

## Spelerscarrière
Redeker speelde in de jeugd voor amateurclub SP Neede en één seizoen in het eerste team van WVC. In 1990 vertrok hij naar De Graafschap. In zijn eerste seizoen kwam Redeker tot drieëntwintig wedstrijden in de Eerste divisie. Dat seizoen promoveerde De Graafschap en in de Eredivisie debuteerde hij op 25 augustus 1991, toen met 2–4 verloren werd van FC Den Haag. Tijdens dit duel viel hij twee minuten voor tijd in. Dat seizoen verliep slecht voor de Doetinchemmers en degradatie volgde. In de Eerste divisie maakte Redeker zijn eerste doelpunten voor De Graafschap. In 1995 promoveerde de club weer en zes seizoenen speelde Redeker met die club in de Eredivisie. In 2001 verliet hij De Graafschap. Hij speelde 221 wedstrijden en scoorde daarin 7 keer. In het seizoen 2001/02 kwam hij uit voor Go Ahead Eagles, waarvoor hij tien duels speelde. In 2002 werd zijn contract afgekocht door de club. Redeker speelde daarna nog in een lager team van WVC. Tegenwoordig is Redeker actief als jeugdtrainer en lid Voetbal Technische Zaken bij fusieclub FC Winterswijk.

### Clubstatistieken
| Seizoen | Club            | Competitie     | Competitie | Competitie | Beker | Beker | Internationaal | Internationaal | Totaal | Totaal |
| Seizoen | Club            | Competitie     | Wed.       | Dlp.       | Wed.  | Dlp.  | Wed.           | Dlp.           | Wed.   | Dlp.   |
| ------- | --------------- | -------------- | ---------- | ---------- | ----- | ----- | -------------- | -------------- | ------ | ------ |
| 1990/91 | De Graafschap   | Eerste divisie | 23         | 0          | ?     | ?     | —              | —              | 23     | 0      |
| 1991/92 | De Graafschap   | Eredivisie     | 13         | 0          | ?     | ?     | —              | —              | 13     | 0      |
| 1992/93 | De Graafschap   | Eerste divisie | 27         | 2          | ?     | ?     | —              | —              | 27     | 2      |
| 1993/94 | De Graafschap   | Eerste divisie | 14         | 1          | ?     | ?     | —              | —              | 14     | 1      |
| 1994/95 | De Graafschap   | Eerste divisie | 31         | 0          | ?     | ?     | —              | —              | 31     | 0      |
| 1995/96 | De Graafschap   | Eredivisie     | 26         | 0          | ?     | ?     | —              | —              | 26     | 0      |
| 1996/97 | De Graafschap   | Eredivisie     | 17         | 1          | ?     | ?     | —              | —              | 17     | 1      |
| 1997/98 | De Graafschap   | Eredivisie     | 26         | 2          | ?     | ?     | —              | —              | 26     | 2      |
| 1998/99 | De Graafschap   | Eredivisie     | 15         | 1          | 2     | 0     | —              | —              | 17     | 1      |
| 1999/00 | De Graafschap   | Eredivisie     | 18         | 0          | 0     | 0     | —              | —              | 18     | 0      |
| 2000/01 | De Graafschap   | Eredivisie     | 11         | 0          | 0     | 0     | —              | —              | 11     | 0      |
| 2001/02 | Go Ahead Eagles | Eerste divisie | 10         | 1          | 0     | 0     | —              | —              | 10     | 1      |
| Totaal  | Totaal          | Totaal         | 231        | 8          | 2     | 0     | 0              | 0              | 231    | 8      |